# EA Sports FC 24
《EA Sports FC 24》是一款由EA温哥华和EA罗马尼亚開發，由EA Sports發行的足球電子遊戲。本作是EA Sports FC系列首作，該系列是EA不再與國際足球總會合作之后，而为原FIFA系列所取的新名称。如果以FIFA系列计数，则該遊戲是系列第31款作品。本作於2023年9月29日登陆任天堂Switch、PlayStation 4、PlayStation 5、Windows、Xbox One和Xbox Series X/S平台。雖然“FC”意義未明確，但EA的營銷暗示其代表“Football Club”。

## 封面設計
本作標準版的封面是曼城隊的前鋒埃尔林·哈兰德（Erling Haaland），而終極版（Ultimate Edition）的封面則展示了來自世界各地的31位具有代表性的前、現役球員，包括（Vinícius Júnior）、（Sam Kerr）、（Marta）、罗纳尔迪尼奥（Ronaldinho）、（Marquinhos）、（Virgil van Dijk）、孫興慜（Son Heung-min）、厄林·哈蘭德、（Marcus Rashford）、约翰·克鲁伊夫（Johan Cruyff）、（Jude Bellingham）、亞歷山大·伊沙克（Alexander Isak）、（Zinedine Zidane）、（Pelé）、（Andrea Pirlo）、大卫·贝克汉姆（David Beckham）、（Juan Román Riquelme）以及布卡約·薩卡（Bukayo Saka）等知名人物。
終極版封面首次公开时，其部分人物形象和表情之糟糕遭到玩家批评，也有玩家指出一些重要球星并没有出现在封面上。

## 特色

### HyperMotion V
《EA Sports FC 24》搭載了第五代的「HyperMotion」技術，EA称这是自《FIFA 22》中首次引入該技術以来最大的飞跃。本次使用180多場賽事（主要来自欧洲冠军联赛、欧足联女子冠军联赛、英超和西甲）中攝像機捕捉的數據训练機器學習算法，使遊戲中的动作動畫達11000多種，远大于《FIFA 23》的6000多種。此技術得以讓球員跑動、射門和剷截动作更貼近現實球員。
仅PC，PlayStation 5和Xbox Series X/S版本拥有该功能。

### AcceleRATE 2.0
本作的AcceleRATE系统升级为2.0版本，將球員奔跑加速劃分為七種不同的类型，而《FIFA 23》中为三種。这三種基本類型分別為：“受控”、“爆發”和“長時”。大多數球員屬於“受控”型，以均衡和受控的方式加速。“爆發”型的球員身材較短，靈活性較強，加速會有更大的初速度。較高和較強壮的球員為“長時”型，起步較慢，但能夠在長距離上表現出色。《EA Sports FC 24》引入了四種新類型：“受控爆發”（50%受控，50%爆發），“爆發为主”（70%爆發，30%受控），“受控長時”（50%受控，50%長時），和“長時为主”（70%長距，30%受控）。

### PlayStyles
《EA Sports FC 24》新引入了比赛風格，该功能使用的数据由Opta Sports優化。让球员有其獨特的技能，以更好体现球员的风格。PlayStyles+是其增強版本，使遊戲能夠体现出頂級球員的能力。比赛風格分為六大類別：入球、傳球能力、控球、防守、體能和守門能力（僅限於生涯模式和俱樂部的守門員模式）。共有34種全新的比赛風格。

### Ultimate Team
在先前作品中名为FIFA Ultimate Team，缩写为FUT，本作中正式更名為FC Ultimate Team並縮寫為UT。《EA Sports FC 24》中的该模式新引入了進化功能，让玩家可以提升某些球員卡的技能、比赛風格和整體評分。
女足球员首次被引入Ultimate Team模式，玩家可以在一支球队中混合使用男足和女足球员。在该作发售时的名單中，、埃尔林·哈兰德、和的整體評分並列最高，為91分。
Ultimate Team模式增加了八位新的傳奇球員，包括首次出現的5位女性傳奇球員，分別是、比吉特·普林茨、澤穗希、Camille Abily和，以及3位新的男性傳奇球員，、和。

### 俱樂部和VOLTA街头足球
俱樂部和VOLTA街头足球模式大体上没有变化。两者都新引入了跨平台遊玩，这样一来该作的所有線上多人遊戲模式就都支持了跨平台遊玩。跨平台遊玩仅支持同一世代主機。即PlayStation 5、Xbox Series X/S和Windows的玩家之間可以進行跨平台遊玩，而PlayStation 4和Xbox One的玩家可以彼此進行跨平台遊玩。

### 任天堂Switch版升级
自《FIFA 20》以来，FIFA系列游戏的任天堂Switch版本一直是“遗产版”，即功能和《FIFA 19》保持一致，仅更新球衣、名單和球場。这一点一直受到廣泛批評。
而《EA Sports FC 24》的任天堂Switch版本首次采用了寒霜引擎，提供與PlayStation 4和Xbox One版本類似的遊戲體驗。首次带来完整的Ultimate Team模式和VOLTA街头足球模式。儘管如此，它不支持與PlayStation 4或Xbox One的跨平台遊玩。帧率也相比《FIFA 23》任天堂Switch版本有所下降。此外，也不支持HyperMotion技术。

## 授權
2022年5月10日，EA Sports和FIFA宣布，他們的長期授權協議將於2022年12月31日正式結束。此前该协议已因《FIFA 23》進行了一年的延期。同日，EA宣布他們2023年的足球电子游戏作品將定名為“EA Sports FC系列”。儘管更名，公司在聲明中表示，该作將保留现有的超過19,000名球員、700多支球隊、100多個球場和30多個聯賽的授權。同时获得新的授權，如西班牙女子足球甲级联赛和德国女子足球甲级联赛。2023年7月，EA还宣布与欧足联，英格兰足球超级联赛和西班牙足球甲级联赛达成独家协议。
《EA Sports FC 24》还是系列中第一款獲得金球奖授權的遊戲。
羅馬體育俱樂部、亚特兰大贝加莫足球俱乐部、拉素體育會和那不勒斯足球俱乐部由于与eFootball系列签订了独家代理协议，因此没有出现在《EA Sports FC 24》中。
英语配音中，Guy Mowbray和Sue Smith為遊戲中的不同的比賽提供解說。

## 外部連結
官網：https://www.ea.com/zh-hk/games/ea-sports-fc/fc-24 （页面存档备份，存于）